# Società di investimento a capitale fisso
Una società di investimento a capitale fisso (SICAF), in Italia, è una società per azioni a capitale fisso avente per oggetto esclusivo l'investimento collettivo del patrimonio raccolto mediante l'offerta al pubblico di proprie azioni.
La SICAF rientra negli organismi di investimento collettivo del risparmio, essa si caratterizza per il fatto che il patrimonio è oggettivamente distinto dal capitale, quindi determinato. Per tale ragione a tale organismo è possibile applicare le norme riguardanti l'aumento e la riduzione dello stesso.
Una particolare forma di SICAF è rappresentata dalle Società di investimento semplice (SiS), che hanno per oggetto esclusivo l'investimento diretto del patrimonio raccolto in PMI non quotate su mercati regolamentati, che si trovano nella fase di sperimentazione, di costituzione e di avvio dell'attività.